# Кочетовское сельское поселение (Белгородская область)
Кочетовское се́льское поселе́ние — муниципальное образование в Ивнянском районе Белгородской области.
Административный центр — село Кочетовка.

## История
Кочетовское сельское поселение образовано 20 декабря 2004 года в соответствии с Законом Белгородской области № 159.

## Население
| 2010 | 2011 | 2012 | 2013 | 2014 | 2015 | 2016 | 2017 | 2018 |
| ---- | ---- | ---- | ---- | ---- | ---- | ---- | ---- | ---- |
| 841  | ↘839 | ↘836 | ↘831 | ↗838 | ↘831 | ↘817 | ↘790 | ↘773 |
| 2019 | 2020 | 2021 |      |      |      |      |      |      |
| ↘752 | ↘733 | ↗782 |      |      |      |      |      |      |

## Состав сельского поселения
| № | Населённый пункт | Тип населённого пункта       | Население |
| - | ---------------- | ---------------------------- | --------- |
| 1 | Кочетовка        | село, административный центр | ↗782      |